# Plano (Illinois)
Plano è un comune degli Stati Uniti d'America, situato in Illinois, nella Contea di Kendall.